# Palpimanus aegyptiacus
Palpimanus aegyptiacus is een spinnensoort uit de familie Palpimanidae. De soort komt voor in Egypte, Tsjaad, Tunesië en Algerije.